# США на зимних Олимпийских играх 1948
Соединённые Штаты Америки принимали участие в V Зимних Олимпийских играх, проходивших в Санкт-Морице (Швейцария) с 30 января по 8 февраля 1948 года, где представители США завоевали 9 медалей, из которых 3 золотых, 4 серебряных и 2 бронзовых. На первых Играх, прошедших после окончания Второй мировой войны, сборную Соединённых Штатов Америки представляли 69 спортсменов (59 мужчин и 10 женщин), выступавших в 9 видах спорта.